# Hans D. Mummendey

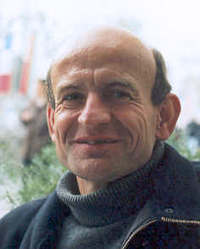
Hans D. Mummendey

Hans Dieter Mummendey (* 21. Juni 1940 in Schwiebus/Świebodzin als Hans Dieter Schmidt) ist ein deutscher Psychologe, der seit 1974 bis zur Emeritierung als Professor für Sozialpsychologie an der Fakultät für Soziologie der Universität Bielefeld gelehrt hat.

## Leben und Werk
Nach dem Besuch des Gymnasiums in Wuppertal-Vohwinkel 1950–1959 studierte Mummendey Psychologie in Köln und Bonn. Nach dem Diplom 1963 und der Promotion 1965 war er Assistent bei Hans Thomae an der Universität Bonn und ab 1968 bei Werner D. Fröhlich an der Universität Mainz, wo er sich 1970 für Psychologie habilitierte. Von 1971 bis 1974 war er Wissenschaftlicher Rat und Professor am Psychologischen Institut der Universität Düsseldorf bei Gustav A. Lienert. Seit 1974 und noch nach seiner Emeritierung 2005 hat er Sozialpsychologie an der Fakultät für Soziologie der Universität Bielefeld gelehrt.
Des Weiteren schrieb er Romane und gründete 1990 in Bielefeld und Münster den Verlag Neues Literaturkontor.

## Forschungsgebiete
- Selbstkonzeptforschung, insbesondere Selbstkonzeptmessung und Selbstkonzeptänderung
- Selbstdarstellung und Impression-Management
- Selbstberichtsverfahren, insbesondere Fragebogen- und Rating-Methoden
- Einstellungsforschung, insbesondere die Beziehung zwischen Verhalten und Einstellung

## Forschungsberichte
- Bielefelder Arbeiten zur Sozialpsychologie. Psychologische Forschungsberichte (209 Hefte von 1976 bis 2003). In: Bibliothekskatalog. Universität Bielefeld

## Wiss. Buchveröffentlichungen (Auswahl)
- Hrsg. mit Amélie Dorothea Schmidt-Mummendey: Aggressives Verhalten. Neue Ergebnisse der psychologischen Forschung. München, 1971 (4. Aufl. 1976).
- mit Christiane Schmerl, Astrid Krameyer, Angelika Wagner, Dieter Steinbach, Amélie Schmidt-Mummendey: Frauenfeindlichkeit: Sozialpsychologische Aspekte der Misogynie. München, 1973.
- mit Ewald Johannes Brunner, Amélie Dorothea Schmidt-Mummendey: Soziale Einstellungen. München, 1975.
- mit Manfred Bornewasser, F. W. Hesse, Rosemarie Mielke: Einführung in die Sozialpsychologie. Heidelberg, 1976 (3. Aufl. 1986).
- Hrsg.: Einstellung und Verhalten. Bern, 1979.
- Die Fragebogen-Methode. Göttingen, 1987 (5. Aufl. 2007, 6. Aufl. 2014 mit I. Grau).
- Hrsg.: Verhalten und Einstellung. Berlin, 1988.
- mit Rosemarie Mielke: Die Selbstdarstellung des Sportlers. Schorndorf, 1989.
- Psychologie der Selbstdarstellung. Göttingen, 1990 (2., erweiterte Aufl. 1995).
- Psychologie der Selbstschädigung. Göttingen, 2000.
- Psychologie des „Selbst“. Göttingen, 2006.
- als Hrsg. mit Dorothea Mummendey: Mehr Schein als Sein. Hochstapelei in Literatur, Film, Musik, Kunst und Wissenschaft. Münster, 2015.

## Belletristische Buchveröffentlichungen (Auswahl)
- De Vampyris. Auf dem Wege zu einer sozialen Psychophysiologie des akuten Vampirismus. Konstanz-Litzelstetten 1982 (3.A. 1985)
- Der Republikaner. Roman. Bielefeld, Münster, 1990.
- Der weiße Laptop. Lyrik. Bielefeld, Münster, 1990.
- Die Bauchtänzerin. Roman. Bielefeld, Münster, 1991 (2. A. 1996)
- Bielefeld-Burano & retour. Kriminalroman. Bielefeld, Münster, 1991 (3. A. 1996).
- Claudia, Alzheimer und ich. Kriminalroman. Bielefeld, Münster, 1992 (2. A. 1996)
- Das Eckzahn-Experiment. Bottighofen/Schweiz, 1993.
- Die Terroristen von Bethanien. Fakten und Fiktion. Roman. Bielefeld, Münster, 1993.
- Verliebt, verlobt, verschieden. Kriminalroman. Bielefeld, Münster, 1994.
- Die Senioren-Ode. Lyrik. Bielefeld, Münster, 1997
- Der Moralischen Gesänge Erster Teil. Prosaminiaturen. Münster 2005 (2. A. 2015), Zweiter Teil (2010), Dritter Teil (2014), Vierter Teil (2017), Fünfter Teil (2018).
- mit Friedel Thiekötter: Rauch ist in der kleinsten Hütte. Raucherfreundliche Kurzprosa. Münster 2007.
- Hrsg. mit Dorothea Mummendey: Prosalyrik – lyrische Prosa. Siebenundzwanzig Miniaturen. Münster 2013.
- C'est la vie – ein krimineller Reigen. Romantrilogie. Bielefeld, Münster 2017.